# Prix Eugen-Helmlé
Le prix Eugen-Helmlé est un prix littéraire allemand décerné depuis 2005 pour des travaux de traduction du français vers l'allemand ou de l'allemand vers le français. Ce prix, créé en l'honneur du traducteur allemand Eugen Helmlé, est décerné tous les 7 septembre, à la date anniversaire de la naissance de Helmlé.

## Récipiendaires
- 2005 : Tobias Scheffel (de)
- 2006 : Claude Riehl (posthume)
- 2007 : Andrea Spingler
- 2008 : Nicole Bary
- 2009 : Lis Künzli
- 2010 : Olivier le Lay
- 2011 : Sabine Müller & Holger Fock
- 2012 : Alain Lance & Renate Lance-Otterbein
- 2013 : Jürgen Ritte
- 2014 : Cécile Wajsbrot[1]
- 2015 : Hinrich Schmidt-Henkel
- 2016 : Anne Weber
- 2017 : Simon Werle
- 2018 : Olivier Mannoni
- 2019 : Sonja Finck (de)
- 2020 : Corinna Gepner
- 2021 : Andreas Jandl[2]
- 2022 : Barbara Fontaine[3]
- 2023 : Nicola Denis[4]
- 2024 : Claire de Oliveira[5]